# Pitohui de Bower
Colluricincla boweri
Espèce
Statut de conservation UICN

 VU  : Vulnérable
Le Pitohui de Bower (Colluricincla boweri) est une espèce de passereaux de la famille des Pachycephalidae.

## Répartition
Il est endémique des montagnes orientales de la péninsule du cap York  (Australie).

## Habitat
Il habite les forêts humides tropicales et subtropicales.